# Quemados (Almacén 13)
Quemados (título original en inglés: Burnout) es el séptimo episodio de la primera temporada de la serie Almacén 13. Emitido por primera vez el 11 de agosto de 2009. Fue escrito por Matthew Federman y Stephen Scaia, y dirigido por Constantine Makris.

## Referencia al título
Quemados (título original en inglés: Burnout) hace referencia a las quemaduras que se producen en la gente relacionada con la Epina de los Sarracenos, tanta al portador como a las víctimas.

## Sinopsis[1]
Es toda una sorpresa cuando Pete y Myka llegan a San Luis: Seis bolsas para cadáveres llenan la estación de policía. El Capitán Powell parece pensar que se trata simplemente de una tubería de gas que se rompió y explotó pero, en el sótano, nuestro equipo encuentra los restos de un agente del Almacén muerto hace muchos años! En el Almacén, Claudia y Artie han investigado - el agente es Jack Secord, reclutado para el Almacén en 1955. Artie revisa la ficha de Secord, con lo que descubre a Rebecca y una dirección en San Luis. Poco después de que Artie encuentre la pista, Pete y Myka se encuentran en el salón de Rebecca poniéndole al día sobre lo que le ocurrió a su presunto novio, Jack. Antes de que su relación fuera revelada, la pareja tiene una relación a distancia.
En un terreno vacío, encuentran una nueva colección de bolsas para cadáveres. Powell se burla de un chico le dice que el asesino fue un policía, pero Pete y Myka deciden que tal vez podrían utilizar la experiencia del Sargento Clark, líder de la Unidad de Bandas. Los dos entran en el piso de Clark, donde él está agazapado en la ventana abierta, y el aire a su alrededor chisporroteo de electricidad. Ligada a su espalda hay lo que parece una langosta metálica oxidada con un resplandor misterioso. Antes de que puedan detenerlo, salta por la ventana. Pete y Myka encuentran el cuerpo sin vida de Clark detrás de un contenedor de basura - la langosta metálica se ha ido.
Myka se da cuenta de que Rebecca sabe más de lo que les ha contado, y sus sospechas se confirman cuando el dúo se da cuenta de que Rebecca no era solamente la novia de Jack; ella fue una agente del Almacén! Ella les explica que los cuerpos quemados aparecieron poco después de que una exhibición del siglo XI llegara a la ciudad. Artie confirma que la exhibición perdida es "La Espina de los Sarracenos", un arma diseñada por los guerreros de Las Cruzadas.
De vuelta en el piso de Clark, oyen el ruido de unos disparos. Pete y Myka ven a una mujer perseguida por un hombre poseído por la Espina. La Espina drena la última gota de energía del hombre antes de soltarse y ligarse a la espalda de Pete! Él grita de dolor cuando la Espina se liga a su espalda, pero, determinado en no ser una máquina de matar sin sentido, se escapa de suicidarse, exactamente como hizo Secord. Myka pone al día a Artie y a Claudia, pero la niña prodigio del Almacén sugiere que los receptores de la Espina podrían desprenderse de ella sobrecargándola de carga eléctrica. Powell y Myka se acuerdan de los generadores de la estación de policía - Pete ha encontrado a su carga eléctrica!
Myka, Powell y Rebecca llegan a la estación y se encuentran a Pete furioso, convencido de que tiene que morir. Cuando Myka no se atreve a electrocutarlo, Rebecca corre hacia el generador y agarra los cables, y los rápidamente los sujeta a la Espina. Con un brillante destello de luz, la Espina cae al suelo, sin vida...seguida por Pete. Negándose a ceder, Myka le hace la RCP (Reanimación CardioPulmonar) a Pete hasta que vuelva a respirar. Más tarde, Artie tolera la actitud divertida pero cansada de Pete cuando Rebecca y Myka traen los restos de la Espina de los Sarracenos. Antes de que ella vaya, Rebecca le hace una seria advertencia a Myka: "Vete mientras puedas. Este lugar te consumirá"